# Janet Planet
Janet Planet es una película dramática estadounidense de 2023 dirigida por Annie Baker. El drama sigue a una madre, Janet, y su hija, Lacy, que en el transcurso de un verano, conocen a tres misteriosas personas. Fue protagonizada por Julianne Nicholson y Zoe Ziegler.
La película fue seleccionada para participar en la selección principal del Festival Internacional de Cine de Nueva York de 2023.

## Reparto
- Julianne Nicholson como Janet
- Zoe Ziegler como Lacy
- Elias Koteas como Avi
- Sophie Okonedo como Regina,
- Will Patton como Wayne
- Mary Shultz como Davina
- Edie Moon Kearns como Sequoia
- June Walker Grossman como Susanna
- Abby Harri como Emily

## Sinopsis
En la zona rural del oeste de Massachusetts, la película sigue a Lacy y su madre Janet y a las tres personas que entran en sus vidas durante un verano de 1991. En sus momentos de soledad, Lacy vive en un mundo interior tan extraordinariamente detallado que comienza a filtrarse en el mundo exterior.

## Estreno
Janet Planet tuvo su estreno mundial en el 50.º Festival de Cine de Telluride. También se proyectó en el Festival de Cine de Nueva York de 2023. y se proyectó en el 74.º Festival Internacional de Cine de Berlín en la sección Panorama en febrero de 2024.
La película se estrenó en Estados Unidos el 21 de junio de 2024.